# Aman Wote
Aman Wote Fete, född 18 april 1984, är en etiopisk medeldistanslöpare.
Wote tävlade för Etiopien vid olympiska sommarspelen 2012 i London, där han blev utslagen i försöksheatet på 1 500 meter. Vid olympiska sommarspelen 2016 i Rio de Janeiro skulle Wote också tävlat på 1 500 meter, men han startade inte.